# Bottega Veneta
Bottega Veneta là một công ty của Ý hoạt động trong lĩnh vực hàng xa xỉ và nổi tiếng với các sản phẩm da, sở hữu một nhà may nằm trong một biệt thự thế kỷ thứ 18 ở Montebello Vicentino, có trụ sở tại Lugano, Thụy Sĩ và các văn phòng Ý ở Milan và Vicenza. Được thành lập vào năm 1966 tại Vicenza. Công ty được mua lại vào năm 2001 do Tập đoàn Gucci, nay là một phần của tập đoàn đa quốc gia Pháp Kering.